# Pycnodactylopsis
Pycnodactylópsis — рід жуків родини Довгоносики (Curculionidae).

## Зовнішній вигляд
Основні ознаки:
- головотрубка з двома ямками посередині, від кожної починається поздовжня борозенка, що йде до вершини, очі звужені донизу;
- 1-й  членик джгутика вусиків довший за 2-й
- передній край передньоспинки слабо вигнутий до переду, задній посередині кутовидно витягнутий до щитка;
- надкрила опуклі, при основі ширші за передньоспинку, у вершинній третині звужуються дозаду, на вершині закруглені кожне окремо;
- членики лапок мають суцільні підошви з густих коротких щетинок, 1-й членик середніх та задніх лапок довший за 2-й;
- тіло, принаймні з боків, вкрите щільним шаром коротеньких світлих лусочок.

Фотографії одного з видів цього роду дивись на.

## Спосіб життя
Невідомий, ймовірно він типовий для Cleonini.

## Географічне поширення
Ареал роду включає Північну Африку, Саудівську Аравію, Іран і величезну територію за межами Палеарктики (див. нижче).

## Класифікація
У роді Pycnodactylopsis описано щонайменше п'ять видів:
- Pycnodactylopsis albogilva (Gyilenhal, 1834) — Аравійський півострів
- Pycnodactylopsis cretosa (Fairmaire, 1868) — Марокко, Алжир, Туніс
- Pycnodactylopsis flavomaculatus Pajni & Sood, 1982 - Пенджаб,  Північна Індія
- Pycnodactylopsis mitis (Gerstaecker, 1871) — Танзанія
- Pycnodactylopsis tomentosa (Fåhraeus, 1842) — Канарські острови, Лівія, Єгипет, Близький Схід, Іран, Саудівська Аравія, Пакистан, Західна, Центральна та Південна Африка, субтропічна та тропічна Індія